# Teoría ácido-base de Arrhenius

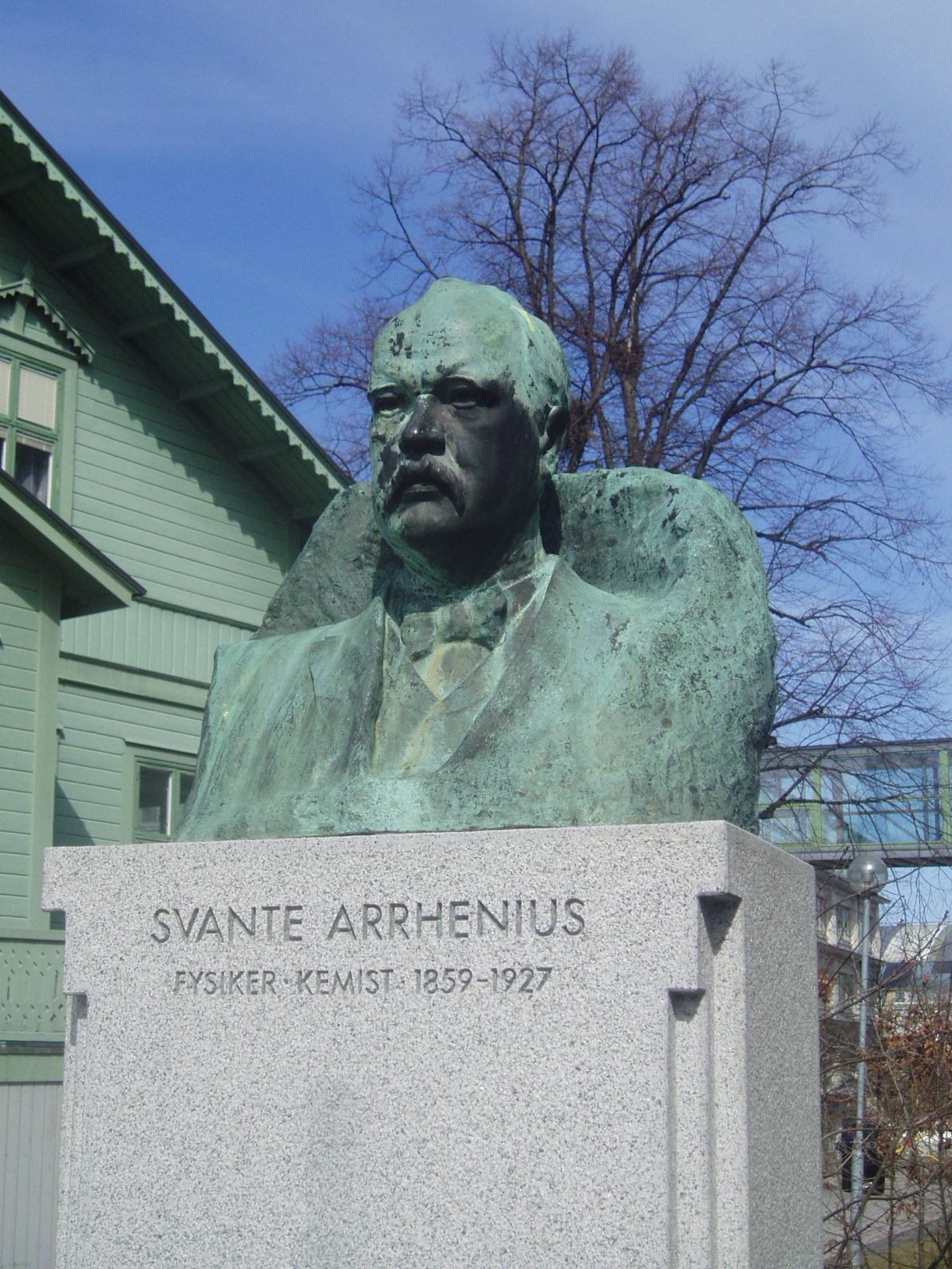
Busto de Svante Arrhenius en la Universidad de Estocolmo

A veces llamada Teoría clásica ácido-base, fue establecida por el químico sueco Svante Arrhenius (1859 - 1927) para explicar el comportamiento de los ácidos y las bases en disolución acuosa, así como su fuerza relativa y la reacción de neutralización entre un ácido y una base. La teoría se enmarca dentro de la teoría general de la disociación iónica de las sustancias químicas producida al disolverse en el agua, formulada por Arrhenius en su tesis doctoral presentada en 1884 y por la que recibiría el Premio Nobel de Química en 1903. La teoría solo se circunscribe al medio acuoso, por lo que, con el tiempo, fue sobrepasada por otras teorías más generalistas, como la de Brønsted-Lowry, formulada en 1923 o la de Lewis, con una primera propuesta presentada ese mismo año y una segunda definición, más depurada, que se presentó en 1938. Aunque esta teoría, en muchos aspectos sigue siendo válida en la actualidad, generalmente se estudia desde una perspectiva más bien histórica y como punto de partida para el estudio de otras teorías ácido-base posteriores.

## Introducción histórica
Hasta la propuesta de Arrhenius, las clasificación de ácidos, bases y sales se hacía teniendo en cuenta determinadas propiedades, muchas de ellas de carácter organoléptico, como el sabor agrio de los ácidos o amargo de las bases y otras como su reactividad frente a los metales u otras similares, todas ellas de carácter empírico y de ningún modo teniendo en cuenta aquellos aspectos comunes a los ácidos o a las bases que tuvieran relación con sus estructuras moleculares.
En 1883, Svante Arrhenius propuso una teoría, por aquel entonces revolucionaria, de que muchos compuestos al disolverse en agua se disociaban formando iones, unos cargados positivamente y otros negativamente, lo que convertía las disoluciones acuosas en disoluciones conductoras de la electricidad. Esta teoría chocó con las ideas preconcebidas de la época de que en disolución pudieran existir, por separado, iones de cargas opuestas y no fue aceptada en un primer momento,  lo que supuso para Arrhenius el estar a punto suspender el examen de doctorado, grado que finalmente obtuvo al año siguiente, en 1884, pero con la calificación mínima. No obstante, Arrhenius envió copias de su tesis a eminentes químicos de la época, como van’t Hoff y Ostwald, quienes se dieron cuenta de la importancia que tenían las teorías de Arrhenius, ya que con ellas se podían explicar muchos fenómenos físico-químicos de forma relativamente sencilla, por lo que fue finalmente aceptada. Esto supuso para Arrhenius su reconocimiento internacional, recibiendo el Premio Nobel de Química en 1903.
En base a esta teoría general de la disociación iónica, Arrhenius llegó a la conclusión de que las propiedades de los ácidos en disolución están relacionadas con el ion H+, mientras que las propiedades típicas de las bases se debían a los iones OH-.

## Definiciones de ácidos y bases
Como consecuencia de la teoría de la disociación de Arrhenius, se pudo establecer una nueva definición de ácidos y de bases que pueden expresarse de la siguiente manera:
Ácido. Es toda aquella sustancia que en disolución acuosa se ioniza dando iones  hidrógeno (H+). Ejemplos de ácido son el ácido clorhídrico, el nítrico o el acético, que al disolverse en el agua se ionizan produciendo un ion negativo, denominado anión del ácido, y el catión H+.
{\displaystyle {\ce {HA <=> H+ + A-}}}
Bases. Son sustancias que en disolución acuosa se ionizan dando iones hidroxilo (OH-). Por consiguiente, los hidróxidos metálicos, como el hidróxido sódico, el hidróxido potásico o el de calcio son bases, pues al disolverse en el agua producen un catión metálico y el anión OH-.
{\displaystyle {\ce {BOH <=> B+ + OH-}}}
Con estas definiciones de ácido y de base de Arrhenius es fácil comprender la formación de sales por neutralización de un ácido con una base, o viceversa. Desde antiguo se venía denominando neutralización a la reacción entre un ácido y una base, porque se había observado experimentalmente que al ponerse en contacto ambas sustancias, estas perdían sus cualidades y a cambio se obtenía una tercera sustancia con propiedades que no eran ni básicas ni ácidas, es decir neutras. Según la teoría de Arrhenius, en la reacción entre el ácido y la base se produce una combinación entre el ion H+ del ácido y el OH- de la base para dar agua y una nueva sustancia, la sal, que no podía ser considerada ni como ácido ni como base, ya que al disolverse en agua no podía emitir ni iones H+ ni iones OH-. Es decir, la sal es una sustancia neutra. Esta sal, según la teoría de Arrhenius, está formada por la unión del anión raíz del ácido y el catión metálico de la base, por eso, cuando se disuelve en agua, se ioniza, liberando el anión y el catión, haciendo que las disoluciones salinas sean conductoras de la electricidad.
{\displaystyle {\ce {Acido + Base -> Sal + H2O}}}
{\displaystyle {\ce {HA + BOH -> BA + H2O}}}

## Fuerza de los ácidos y las bases
El fenómeno, ya conocido desde antiguo de que los ácidos o las bases eran más o menos fuertes, también puede ser explicado por la teoría de la ionización en medio acuoso. De hecho, la explicación, de acuerdo a la teoría de Arrhenius, es que esta fuerza estaba relacionada con el grado de disociación. Cuanto mayor es este grado de disociación, más fuerte es el ácido o la base. Este grado de disociación frecuentemente se indica como un coeficiente α, que indica la fracción de ácido (o de base) que se encuentra disociado, por lo que toma un valor comprendido entre 1 y 0. Cuanto más se aproxima el valor de α a 1, mayor es la fuerza de los ácidos o de las bases. De esta manera, ácidos como el clorhídrico o el nítrico, considerados ácidos fuertes, en disolución acuosa muestran coeficientes α igual a 1 o muy próximo a este valor. Lo mismo ocurre con el hidróxido sódico o el potásico, que una vez disueltos en agua, su coeficiente de disociación toma valores de 1, lo que indica que se disocian en su totalidad, siendo por tanto, bases fuertes. Este grado de disociación podía ser estimado mediante medidas de conductividad de las disoluciones, aspecto este que fue estudiado por Arrhenius mientras desarrollaba tu teoría de la ionización en disolución acuosa. La conductividad del agua aumenta al aumentar la concentración de iones en la disolución, de forma que, a igual concentración,  la conductividad de una disolución de ácido acético, es menor que una de ácido clorhídrico, debido a que este ácido solo se encuentra disociado parcialmente, es decir, por tratarse el ácido acético de un ácido débil.